# Tiger Woods
Eldrick Tont „Tiger“ Woods (* 30. prosince 1975 Cypress, Kalifornie) je americký profesionální golfista. Je řazen mezi nejúspěšnější golfisty všech dob. Podle časopisu Forbes byl po několik let jedním z nejlépe placených sportovců na světě. V roce 2007 byl nejlépe placeným sportovcem světa, když vydělal 122 milionů dolarů. Podle Golf Digest jeho finanční příjmy v letech 1996 až 2006 dosáhly výše 769 440 710 dolarů a časopis předpokládal, že do roku 2010 se stane prvním sportovcem historie, který by měl překročit výdělek jedné miliardy dolarů.
Tiger Woods se stal profesionálem v roce 1996 a už v dubnu 1997 vyhrál svůj první major, turnaj Masters s rekordním výsledkem. V červnu téhož roku se poprvé stal světovou jedničkou. Od začátku tisíciletí byl v golfu dominantní postavou. Mezi lety 1997 až 2010 strávil Woods na postu světové jedničky 623 týdnů.

## Sportovní kariéra
Woods vyhrál patnáct profesionálních majorů, což je druhý nejlepší výsledek v mužském golfu na světě. Má víc vyhraných majorů a turnajů na PGA Tour než jakýkoli jiný aktivní hráč. Je nejmladší golfista, který dosáhl kariérového Grand Slamu (vyhrál čtyři nejdůležitější turnaje (majory) – Masters, US Open, British Open a USPGA Championship) a nejmladší golfista, který nejrychleji vyhrál 50 turnajů na tour.
Cenu pro nejlepšího hráče roku vyhrál devětkrát, což je nejvíce ze všech golfistů na světě, osmkrát získal Cenu Byrona Nelsona a skončil nerozhodně s Jackem Nicklausem ve vedení na seznamu nejlépe placených golfistů během osmi sezón. Byl také jmenován sportovcem roku Associated Press a jako jediný byl víc než jednou vyhlášen sportovcem roku časopisem Sports Illustrated.
Díky němu se golf stal jedním z nejpopulárnějších sportů na světě. Dramaticky se zvedla sledovanost a hodnocení televizních pořadů hry, která byla do té doby považována jen za hru "vyvolené" elity.
Po výhře na US Open v roce 2008 si odpočinul až do konce sezóny, kvůli zranění levého kolena.
V roce 2009 kvůli nevěře oznámil přerušení kariéry, aby se mohl více věnovat rodině a pokusil se zachránit manželství.
V roce 2016 se kvůli zdravotním problémům nezúčastnil ani jediného turnaje PGA Tour.
Začátkem roku 2017 odehrál pouze jediný oficiální turnaj PGA Tour, Farmers Insurance Open, kde neprošel cutem.
Na podzim 2017 se po 10 měsících opět vrátil k soutěžnímu golfu, když odehrál turnaj Hero World Challenge, kde poté oznámil plán odehrát celou sezónu 2018.
V srpnu 2018 zaznamenal nejlepší umístění na major turnaji od svého posledního vítězství na US Open v roce 2008, když skončil druhý na PGA Championship. V září téhož roku pak dokázal zvítězit na závěrečném turnaji PGA Tour, Tour Championship. I přes toto vítězství ale nedosáhl na prvenství v soutěži FedEx Cup, které díky dělenému čtvrtému místu na Tour Championship udržel Justin Rose.
Dne 23. listopadu 2018 nastoupil do duelu s názvem "The Match" o 9 milionů dolarů proti Philu Mickelsonovi, který nakonec prohrál až v play off na čtvrté dodatečné jamce.
Dne 14. dubna 2019 dokázal po jedenácti letech zvítězit na turnaji kategorie major, když získal svůj pátý titul na Masters, a patnáctý major titul celkem.
V roce 2019 obdržel od prezidenta Donalda Trumpa Prezidentskou medaili svobody.

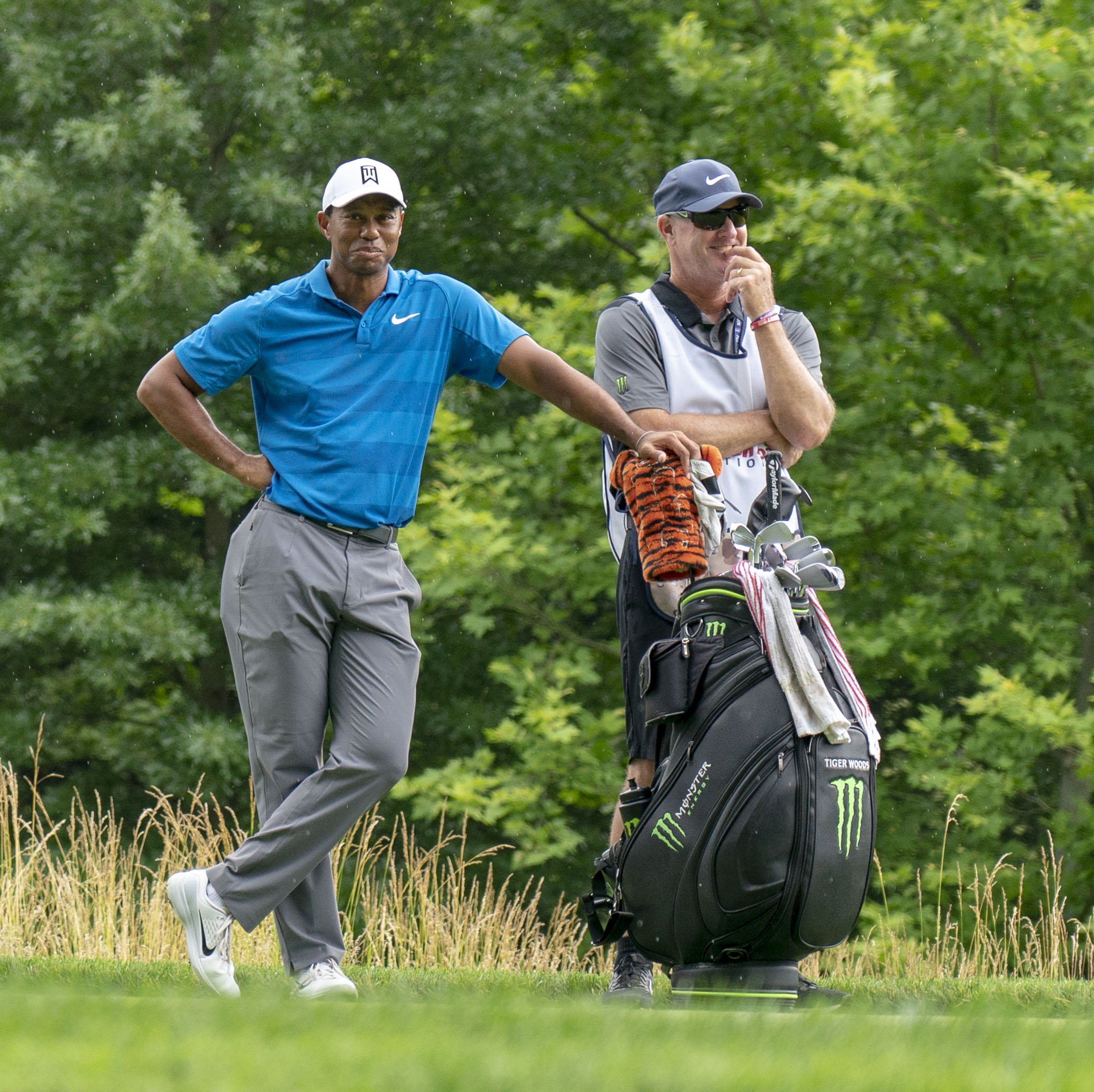
Tiger Woods a jeho caddie Joe LaCava během Pro-Am před turnajem the Quicken Loans National na hřišti TPC Potomac, v Potomacu, státě Maryland, 27. 6. 2018.

## Biografie
V mládí hrál také baseball. Zvolil však golf. V pěti letech, kdy se ještě učí malé děti pouze základům, zahrál první devítku na pouhých 42 ran na paru 36. Vyniká zejména v krátké hře.

### Osobní život
V roce 2004 se oženil s bývalou švédskou modelkou Elin Nordegren. Z manželství vzešly dvě děti, dcera a syn, v roce 2010 však bylo rozvedeno.
V březnu 2013 došlo ke zveřejnění informace, že udržuje partnerský vztah s lyžařkou Lindsey Vonnovou, později se však rozešli.
Dne 23. února 2021 byl hospitalizován po vážné autohavárii.